# The Doors (альбом)
The Doors (укр. Двері) — дебютний студійний альбом американського рок-гурту The Doors, записаний у 1966 і вийшов 1967 року.
Зайняв друге місце у чартах США Billboard Music Charts. Pop albums.

## Список композицій
Усі пісні написано The Doors, крім спеціально означених.
1. «Break On Through (To the Other Side)» — 2:30
«Проривайся (На той бік)»
2. «Soul Kitchen» — 3:35
«Кухня душі»
3. «The Crystal Ship» — 2:34
«Кришталевий корабель»
4. «Twentieth Century Fox» — 2:33
«Красуня 20-го століття»
5. «Alabama Song (Whisky Bar)» (Бертольт Брехт — Курт Вайл) — 3:20
«Пісня Алабами (Віскі-бар)»
6. «Light My Fire» — 7:08
«Запали мій вогонь»
7. «Back Door Man» (Віллі Діксон) — 3:34
«Чоловік, що заходить із чорного входу»
8. «I Looked at You» — 2:22
«Я подивився на тебе»
9. «End of the Night» — 2:52
«Кінець ночі»
10. «Take It as It Comes» — 2:18
«Сприймай усе так, як є»
11. «The End» — 11:44
«Кінець»

## Учасники запису
- Джим Моррісон — вокал
- Рей Манзарек — клавішні
- Джон Денсмор — ударні
- Роббі Крігер — соло- й ритм-гітара